# Per mi i la meva noia
 Per mi i la meva noia  (original: For Me and My Gal) és una pel·lícula musical de 1942 dirigida per Busby Berkeley amb Judy Garland, Gene Kelly i George Murphy als papers principals. Ha estat doblada al català.

## Argument
Una parella de ballarins tracta de fer-se un buit a Broadway poc abans d'esclatar la Primera Guerra Mundial.

## Repartiment
- Judy Garland: Jo Hayden
- George Murphy: Jimmy K. Metcalf
- Gene Kelly: Harry Palmer
- Martha Eggerth: Eve Minard
- Ben Blue: Sid Simms
- Stephen McNally: M. Waring

## Música
- For Me and My Gal
- música de George W. Meyer
- lletra d'Edgar Leslie & E. Ray Goetz
- Oh, You Beautiful Doll
- música de Nat Ayer
- lletra de Seymour Brown

## Nominacions
1943 
- Oscar a la millor banda sonora per Roger Edens i George Stoll